# Rəsul Rza
Rəsul Rza (ur. 6 maja?/19 maja 1910 w miasteczku Göyçay w guberni bakijskiej, zm. 1 kwietnia 1981 w Baku) – radziecki azerbejdżański poeta.

## Życiorys
W 1927 skończył wiejską szkołę średnią, później do 1930 studiował na Zakaukaskim Uniwersytecie Komunistycznym w Tbilisi, później uczył się w Baku na aspiranturze Azerbejdżańskiego Państwowego Instytutu Naukowo-Badawczego i jednocześnie pracował w redakcji gazety „Mołodoj Raboczyj”. Od 1930 należał do WKP(b), w latach 1933-1935 był redaktorem studia kinowego „Azerkino”, w 1937 ukończył Wszechzwiązkowy Państwowy Instytut Sztuki Kinowej w Moskwie i został szefem specjalnego działu studia kinowego „Azerkino”, 1938-1939 był przewodniczącym Zarządu Związku Pisarzy Azerbejdżańskiej SRR. Od 1927 publikował wiersze, stał się znany po opublikowaniu w 1931 w piśmie „Riewolucyja i Kultura” twórczości Bolszewitskaja Wiesna. W latach 20. i 30. pisał wiersze ideologiczne na tematy takie jak: internacjonalizm, walka z faszyzmem i kolonializmem, rozkwit narodowej kultury azerbejdżańskiej, przyjaźń między radzieckimi ludźmi różnej narodowości, propaganda osiągnięć ustroju radzieckiego. Najbardziej znane zbiory jego wierszy to Czapiej (1932), Si Au (1934, o ruchu narodowowyzwoleńczym w Chinach), Giermanija (1934, dzieła antyfaszystowskie), Pismo pioniera (1934), Surowyje dni (1935), Rodina (1935), Kryłja (1935), Madrid (1936, o wojnie domowej w Hiszpanii). Podczas wojny ZSRR z Niemcami był frontowym korespondentem gazety armijnej 51 Armii na Froncie Zakaukaskim i Krymskim. W latach 1942–1944 był dyrektorem studia kinowego w Baku, 1944-1946 szefem Zarządu ds. Sztuk Azerbejdżańskiej SRR, 1948-1949 ministrem kinematografii Azerbejdżańskiej SRR. Pisał też wiersze o bohaterach ZSRR z lat wojny, a w 1950 napisał poemat Lenin. Po 1949 na pewien czas odszedł od działalności publicznej z powodu napiętych stosunków z I sekretarzem Komunistycznej Partii (bolszewików) Azerbejdżanu Bağırovem i z tego powodu, że był żonaty z córką rozstrzelanego przez komunistów w 1920 wybitnego polityka Demokratycznej Republiki Azerbejdżanu W latach 1966–1975 był redaktorem naczelnym Encyklopedii Azerbejdżańskiej. Tłumaczył na azerbejdżański twórczość Nizami, Ajschylosa (Prometeusz w okowach), Longfellowa, Byrona, Lope de Vegi, Goethego, Petőfiego, Paula Éluarda, Heinego, Szewczenki, Puszkina, Lermontowa, Niekrasowa, Janki Kupały, Błoka, Majakowskiego i innych poetów. W 1960 otrzymał tytuł Ludowego Poety Azerbejdżańskiej SRR. Był deputowanym do Rady Najwyższej Azerbejdżańskiej SRR 1 i od 3 do 7 kadencji.

## Odznaczenia i nagrody
- Medal Sierp i Młot Bohatera Pracy Socjalistycznej (16 maja 1980)
- Order Lenina (trzykrotnie, 25 lutego 1946, 28 maja 1970 i 16 maja 1980)
- Order „Znak Honoru” (17 kwietnia 1938)
- Nagroda Stalinowska (1951)

I medale.